# برونا روسي
برونا روسي (بالإيطالية: Bruna Rossi)‏ هي غطاسة إيطالية، ولدت في 15 يوليو 1948 في روما في إيطاليا.

## وصلات خارجية
- برونا روسي على موقع اللجنة الأولمبية الدولية (الإنجليزية)
- برونا روسي على موقع أوليمبيديا (الإنجليزية)